# ATR (телеканал)
ATR — украинский телеканал, ранее был одним из трёх телеканалов Крыма, вещающих на крымскотатарском языке, наряду с Первым Крымским и детским телеканалом Lâle. Вещание канала ведётся на крымскотатарском, украинском и русском языках. Основной целевой аудиторией телеканала является крымскотатарское население Крыма и мира.
Девиз телеканала: «О Востоке для Запада и о Западе для Востока».

## История
Телеканал начал вещание 1 сентября 2006 года на 27 эфирном канале в Симферополе. В 2011 году у телеканала появился инвестор Ленур Ислямов (владелец 97 % акций, 3 % во владении у бывших собственников телеканала). В 2012 году канал вышел на круглосуточное вещание на спутнике Astra. Число сотрудников увеличилось с 30 до 200. Аудитория телеканала составляет около 5 млн телезрителей. 1 декабря 2012 года на телеканале начала выходить программа «Московские встречи с Матвеем Ганапольским». В январе 2013 года ATR открыл корпункт в Киеве, в мае в Стамбуле, а в сентябре в Москве. В 2013 году ATR снял свой первый художественный фильм «Хайтарма». В ноябре 2013 года ATR начал снимать исторический сериал «Звёзды Хаджи Гирея» стоимостью 2 млн долларов.
Во время аннексии Крыма Российской Федерацией телеканал выступал за территориальную целостность Украины и вёл прямую трансляцию событий в Крыму.
В мае 2014 генеральный директор телеканала ATR Эльзара Ислямова, сообщила о намерении открыть корпункт в Татарстане, однако в этом месяце было объявлено, что ATR закрывает свои корпункты в Киеве, Москве и Стамбуле. В августе 2014 года группа депутатов Государственного Совета Республики Крым потребовала лишить аккредитации корреспондента ATR Шевкета Наматуллаева, за то что, он не встал во время исполнения гимна России. В ноябре 2014 Национальный совет Украины по вопросам телевидения и радиовещания призвал провайдеров ретранслировать ATR. 3 ноября 2014 года телеканал был награждён премией имени Исмаила Гаспринского в области журналистики и защиты прав человека в номинации «Телевидение тюркского мира».
26 января 2015 года в здании телеканала состоялись обыски сотрудниками полиции и ОМОНа. Правоохранительные органы изымали информацию о митинге 26 февраля 2014 года у здания Верховного Совета Автономной Республики Крым. Парламентская ассамблея Совета Европы и Министерство иностранных дел Турции осудили обыск на телеканале ATR.

### Закрытие
19 марта 2015 года Глава Республики Крым Сергей Аксёнов заявил, что руководству канала прояснено, что нагнетать обстановку и вызывать у населения чувство напряжённости, связанное с тем, что канал даёт надежду на возвращение Крыма в состав Украины, подстрекая других людей к действию, говорить о том, как потом расправятся с теми, кто получил российские паспорта, в нынешнее полувоенное время недопустимо.
25 марта 2015 года на ATR начался телемарафон «Не убивайте ATR!», так как Роскомнадзор отказал телеканалу в регистрации по российскому законодательству. В эфире ATR появились часы, отсчитывающие время до прекращения вещания. Совет при Президенте Российской Федерации по развитию гражданского общества и правам человека обратился в Роскомнадзор с просьбой не допустить прекращения вещания телеканала ATR и других СМИ на крымскотатарском языке. Меджлис крымскотатарского народа заявил, что отказ в регистрации телеканала нарушает статью 16 Декларацию ООН о правах коренных народов. Председатель Меджлиса Рефат Чубаров также прекратил быть собственником 1 % акций телеканала, так как по российскому законодательству учредителями СМИ могут быть только граждане России.
31 марта в здании телеканала состоялся день открытых дверей, куда пришло около 100 человек.
1 апреля 2015 года в 00:00 телеканал прекратил вещание из-за неполучения перерегистрации. Вместе с ним прекратили работу детский телеканал «Ляле», радиостанции «Мейдан-ФМ» и «Лидер», входящие в информационный холдинг АТР. На следующий день все сотрудники телеканала вышли на работу. Генеральный директор Эльзара Ислямова заявила, что теперь они будут заниматься производством документальных фильмов, посвящённые детям войны, первым репатриантам. С мая информационная редакция ATR на сайте телеканала начала публиковать сюжеты в формате real time news, планируется достигнуть уровня в 12 сюжетов в день (как во время работы телеканала в эфире).

### Реакция на закрытие
Крымские татары Киргизии выступили за сохранение телеканала. 28 марта 2015 года в Киеве на Майдане Незалежности состоялась акция в поддержку ATR, в которой приняла участие певица Джамала.
Обеспокоенность в связи с закрытием ATR выразил председатель президиума Духовного управления мусульман европейской части России и председатель Совета муфтиев России Равиль Гайнутдин. Крымские татары живущие в Казахстане сняли видеоролик в поддержку телеканала ATR. 30 марта в Симферополе было задержано семеро студентов, которые записывали видеоролик в поддержку ATR. Также в поддержку телеканала выступили «Ассоциация по защите репрессированных народов», организация «Молодёжь европейских народностей», Федералистский союз европейских народностей, Институт кавказских, татарских и туркестанских исследований.
В поддержку телеканала выступили: ректор Крымского инженерно-педагогического университета Февзи Якубов, бывший председатель Верховного Совета Автономной Республики Крым Леонид Грач, актёр и режиссёр Ахтем Сейтаблаев, член Совета при Президенте РФ по развитию гражданского общества и правам человека Николай Сванидзе, председатель Духовного управления мусульман Крыма, Муфтий Крыма Эмирали Аблаев, бывший глава Бахчисарайской райгосадминистрации Ильми Умеров, журналисты Айдер Муждабаев и Максим Шевченко, писатель Владимир Войнович, бывший Председатель Правительства Российской Федерации Михаил Касьянов, Президент Украины Пётр Порошенко и Министр культуры Украины Вячеслав Кириленко.
Министерство иностранных дел Украины осудило закрытие ATR. Европейская служба внешнеполитической деятельности назвала закрытие телеканала нарушением права на свободу слова и призвала восстановить вещание ATR. Министр иностранных дел Литвы Линас Линкявичюс заявил, что закрытие ATR — продолжение репрессий в Крыму. Глава Минкульта Украины Вячеслав Кириленко высказал идею перенести на материковую часть Украины часть редакции и транслировать сигнал канала, в том числе, и на Крым. По словам Рефата Чубарова в начале лета планируется запустить европейский медиакультурный проект для крымских татар, в котором примут участие журналисты ATR.
Закрытие канала стало одной из тем обсуждения президента Турции Реджепа Тайипа Эрдогана и президента России Владимира Путина в начале апреля 2015 года. Ранее МИД Турции выразил обеспокоенность в связи с отказом в регистрации крымскотатарских СМИ по российскому законодательству. Государственный департамент США также осудил прекращение вещания ATR.

### Причины закрытия

#### По мнению российской стороны
Переходный период для крымских СМИ в ноябре 2014 года был продлён до 1 апреля 2015 года. В течение этого периода регистрация средств массовой информации, продукция которых предназначена для распространения на территории субъектов Российской Федерации, осуществлялась по специальному порядку, без взимания государственной пошлины.
По данным CPJ прошли перерегистрацию в Роскомнадзоре 232, или 8 % редакций СМИ, среди них 3 (из 13) являлись крымскотатарскими СМИ.
Часть официальных причин по данным телеканала: 14 ноября 2014 — ненадлежащее заверение копий документов (документы были исправлены и отправлены повторно); 26 января 2015 года — госпошлина уплачена по неверным реквизитам (копии платёжных документов публично не представлены).
Глава Роскомнадзора Александр Жаров заявил, что никакого намерения отключать телеканал со стороны государственных органов не было, прекращение работы телеканала в Крыму произошло по инициативе владельцев, «Телеканал собирался подавать документы на регистрацию. Документы, которые были поданы четыре раза, все четыре раза были некомплектными». Также он высказался о максимально быстром получении разрешения на вещание, если ведомству будет отправлен полный набор соответствующих документов.
МИД РФ назвало попытки трактовки закрытия канала «ущемлением свободы слова и прав крымскотатарских СМИ» как «беспочвенные и возмутительные». «Времени с мая 2014 года было вполне достаточно для добросовестного и корректного оформления всех необходимых документов. Складывается впечатление, что реальная причина прекращения вещания — умышленное саботирование собственниками медиахолдинга требований российского законодательства».
Роскомнадзор через пресс-службу и свою страницу в Facebook пригласил представителя ОБСЕ по вопросам свободы СМИ Дуню Миятович для ознакомления с документами, направлявшимися в Роскомнадзор телеканалом ATR для регистрации российского СМИ. Миятович ответила на предложение, но запросила официальное приглашение через МИД РФ, которое ей по статусу не было необходимым.
Собственники медиахолдинга, несогласные с отказом в регистрации, имели право обратиться в суд, как российской юрисдикции, так и европейской, так как Россия находится под действием многих международных договоров. Однако никаких шагов в этом направлении владельцы не сделали.

## Возобновление вещания
17 июня 2015 телеканал возобновил вещание, транслируя свои программы из Киева. В Крыму канал доступен только по спутниковому телевидению. Председатель комитета по информационной политике, связи и массовым коммуникациям Крыма Сергей Шувайников заявил, что журналисты телеканала будут нести уголовную ответственность за содержание материалов, в случае их несоответствия законам РФ.

Сам Сергей Шувайников так охарактеризовал ситуацию: 
Очень жаль, что владельцы телеканала не согласились идти законным путём, оформить все соответствующие документы и работать легального в российском информационном поле на территории Крыма.
Дополнено: телеканал временно не ведёт спутниковое вещание из-за недостатка финансирования.

### Скандал во время прямого эфира
В феврале 2019 года во время прямого эфира телепрограммы «PRIME:Скрыпин» на телеканале «ATR» один из зрителей нецензурно высказался об участницах дуэта «Анна-Мария» (Анне Опанасюк и Марии Опанасюк).
Роман, добрый вечер. Селям алейкум. Послушал вашу передачу. Эти существа - просто русские бл*ди и смысла с ними разговаривать нет. Я прошу прощения за то, что в прямом эфире матом. Слов нет просто. С уважением к вам и с неуважения к этим существам. До свидания.
Автор: телезритель программы «PRIME:Скрыпин»
«Ну, такой звонок», — отреагировал телеведущий Скрыпин.
В эфире телепрограммы «PRIME:Скрыпин» на вопрос Романа Скрыпина «Чей Крым?» участницы дуэта «Анна-Мария» ответили: «Крым — наш, потому что это наш дом. Мой с моей сестрой. Мы там родились, мы там начали петь».
А когда певиц попросили определить их позицию и ответить, считают ли они, что в марте 2014 года Россия оккупировала Крым, они отказались от ответа.

## Руководство
- Генеральный директор (июнь 2015 — настоящее время) — Ленур Ислямов
- Генеральный директор (июнь 2011 — июнь 2015) — Эльзара Ислямова
- Заместитель генерального директора по информационной политике (январь 2012 — апрель 2015) — Лилия Буджурова

## Программы

### Программы
- Dizayn Efendi
- Altın devir
- Ana tili — Vatan tili
- Aqqım bar
- Aqşam masalı
- Balçoqraq
- Bizim aile
- Bu afta
- Ezan sedası
- Küneş nurları
- Lezzetli sofra
- MızMızlar
- Music live
- Saba erte ATR-de
- Tarih sedası
- Tatlı ses
- Yırla‚ sazım
- Zaman (на русском, украинском и крымскотатарском языках)
- Бізнес вісник
- Маэстро
- Перехрестя
- Прогулки по Крыму
- Пряма мова
- Ток-шоу «Гравитация»
- Qırım meselesi (Кримське питання/Крымский вопрос) с Айдером Муждабаевым
- Ana Tilim
- Dastarhan
- Крымский репортёр

### Сериалы
- Великолепный век. Роксолана
- Запретная любовь
- Фатмагюль
- Любовь против судьбы